# Чорба, Тома Феодосьевич
Тома Феодосьевич Чорба (рум. Toma Ciorbă; 15 января 1864, Кишинёв — 30 декабря 1936, Кишинёв) — бессарабский врач, организатор здравоохранения и общественный деятель.

## Биография
Тома (Фома Феодосьевич) Чорба родился в 1864 году в Кишинёве. Учился в Кишиневской мужской гимназии. В 1893—1896 годах работал санитарным врачом в Кишинёве, а в 1893—1903 годах — ординатором психиатрического отделения губернской земской больницы. В 1896 году основал инфекционную больницу, где проработал главным врачом до 1932 года. Тома Чорба жил в здании основанной им больницы в 1896—1935 годах. После Кишнёвского погрома 1903 года вместе с санитарным врачом М. Б. Френкелем занимался осмотром и документацией трупов убитых на городском еврейском кладбище, а также раненых в городской Еврейской больнице.
После начала русско-японской войны по решению членов местного отделения Красного Креста Чорба возглавил Бессарабский военный госпиталь, который отправился на Дальний Восток, где проработал полтора года. Тома Чорба ввёл в Бессарабии обязательное прививание населения от оспы и серотерапию против дифтерии. Чорба является автором ряда работ о санитарном состоянии Кишинёва, о деятельности руководимой им инфекционной больницы и психиатрического отделения земской губернской больницы.
Ушёл из жизни в 1936 году. Похоронен на Центральном (Армянском) кладбище в Кишинёве.

## Публикации
- Фома Федосеевич Чорба[3], Моисей Борисович Френкель, санитарные врачи. Отчёт о санитарном состоянии города Кишинёва в 1897 году. Кишинёв: Типография А. Гольденштейна, 1898. — 43 с.

## Наследие
В 1964 году именем Томы Чорбы была названа бывшая улица Госпитальная в Кишинёве. Имя Чорбы присвоено кишинёвской Республиканской инфекционной клинической больнице, перед зданием которой в 1965 году была установлена мемориальная доска с барельефом, посвящённым памяти Томы Чорбы (архитектор И. Гриценко). Бюст деятеля установлен на Аллее выдающихся врачей и учёных рядом с Кишинёвским университетом медицины и фармакологии.